# Diplotaxis rockefelleri
Diplotaxis rockefelleri är en skalbaggsart som beskrevs av Patricia Vaurie och Mont A. Cazier 1955. Diplotaxis rockefelleri ingår i släktet Diplotaxis och familjen Melolonthidae. Inga underarter finns listade i Catalogue of Life.